# 算子系统
给定含幺C*-代数{\displaystyle {\mathcal {A}}}，包含1的*-闭合子空间S称作算子系统。可通过{\displaystyle S:={\mathcal {M}}+{\mathcal {M}}^{*}+\mathbb {C} 1}给含幺C*-代数的每个子空间{\displaystyle {\mathcal {M}}\subseteq {\mathcal {A}}}关联一个算子系统。
算子系统之间的适当态射是全正映射。
根据Choi & Effros的定理，算子系统可被描述为具有阿基米德矩阵阶的*-向量空间。